# Рзав (Босния и Герцеговина)
Рзав (серб. Рзав / Rzav) — село в общине Вишеград Республики Сербской Боснии и Герцеговины. Население составляет 124 человека по переписи 2013 года.

## Население[3]
По данным на 1991 год, в селе проживали 102 человека, из них:
- 101 — сербы,
- 1 — югослав.